# Кречман, Вильгельм
Вильгельм Кре́чман, в России Василий Васильевич Кречман (нем. Wilhelm (Christian Albert) Kretschmann; 15 февраля 1848, Кённерн — 1922, Москва) — российский флейтист и педагог немецкого происхождения. Профессор Московской консерватории (1883).

## Биография
Родился в Германии в городе Кённерн близ Галле. Учился у Карла Венера. До приезда в Россию играл в немецких и австрийских оркестрах: в придворной капелле князя Шварцбург-Зондерсхаузен, оркестре И. Штрауса, в придворном театре герцогов Саксен-Мейнинген.
С 1882 по 1907 был солистом оркестров оперы и балета Большого театра в Москве.
С 1882 по 1922 был профессором в Московской консерватории.

## Творческая деятельность
Кречман был выдающимся ансамблистом, выступал и как солист.
Несомненная заслуга Кречмана состоит в том, что он первым в Москве ввел обучение на флейте системы Бёма и был её преданным популяризатором. Его учениками были известнейшие российские флейтисты В.В. Леонов, Владимир Цыбин (а также его младший брат Пётр), Н. Р. Бакалейников, Ф. А. Левин, А. Стучевский, В. И. Глинский-Сафронов, Г. Я. Мадатов.

Начинавший учиться у Кречмана Н. И. Платонов так пишет о нём: 
«Хотя его педагогический репертуар и был ограничен школой Поппа, концертами Поппа, Демерссмана, Тершака, фантазиями Бриччальди, Доплера и произведениями других авторов такого же салонно-виртуозного характера, ему удалось добиться значительных результатов благодаря своей организованности и настойчивости в работе. Особенно на высоком уровне была техническая сторона исполнения».

Один из самых известных учеников В. Кречмана В. Н. Цыбин так вспоминает о манере игры и преподавания своего учителя: 
В. В. Кречман обладал красивым и ровным звуком особенно в нижнем регистре и блестящей техникой всего диапазона флейты. Благодаря этим качествам, такие оперы как «Дубровский» Э.Направника, «Снегурочка» Римского-Корсакова, «Гугеноты» Д.Мейербера, трудные в техническом отношении для флейты, играл Кречман. Кречман не брал учеников в свой класс без подтоговки. Постановкой амбушюра он не занимался. Метод его преподавания состоял из двух слов: играйте чисто, играйте ровно". 